# North Holland
Die North-Holland Publishing Company war ein niederländischer Wissenschaftsverlag mit Sitz in Amsterdam und London, der 1970 mit Elsevier fusionierte.
Der Verlag entstand 1931 als Ableger der Königlich Niederländischen Akademie der Wissenschaften für ihre Veröffentlichungen. Das Kapital war gering, da die Akademie die Druckkosten übernahm. 1931 oder 1936 trat Menkes Daniël Frank (1913–1995) in den Verlag ein. Er war gelernter Buchhändler und lernte außerdem bei der Akademischen Verlagsgesellschaft in Leipzig, wo er wichtige Kontakte knüpfte, in Paris und New York. Er erkannte die Möglichkeit von Anleitungen für Buchhaltung für kleine Unternehmen, nachdem in den Niederlanden ein Gesetz erlassen wurde, dass die Besitzer solcher Kleinunternehmen einen Test über buchhalterische Kenntnisse absolvieren mussten. Die Ratgeber verkauften sich exzellent und Frank wurde 1939 stellvertretender Direktor. Nach dem Krieg und der Besetzung 1946 wurde er Direktor und besuchte die USA, wo er alte Kontakte erneuerte, unter anderem zu Interscience, die 1940 durch Emigranten (M. Dekker und E. Proskauer, den er von der Akademischen Verlagsgesellschaft aus Leipzig kannte) in New York gegründet und von Wiley übernommen worden war. Bei Interscience erschienen die englischsprachigen Ausgaben von North Holland. 1963 übernahm Frank die Firma.
Der Anfang nach dem Krieg wurde durch Devisenbeschränkungen sehr erschwert. 1949 hatte der Verlag noch vier Angestellte, 1955 schon zehn und 1958 überstieg ihr Umsatz 1 Million Gulden.
Seinen ersten Erfolg mit Physik Büchern hatten sie 1948 mit Nuclear Forces von Léon Rosenfeld. Es folgte 1956 die Gründung der Zeitschrift Nuclear Physics und 1962 von Physics Letters (ihrer Antwort auf die US-amerikanischen Physical Review Letters für europäische Wissenschaftler) sowie 1967 von Chemical Physics Letters. Das war in Zeiten eines großen Aufschwungs der Physik nach dem Krieg in Europa (Gründung des CERN, Kernphysik und Kerntechnik und deren Freigabe für zivile Forschung in vielen Ländern nach der Genfer Atomkonferenz 1955). Beide Zeitschriften wurden zu führenden physikalischen Fachzeitschriften. Bedeutende Handbuchreihen erschienen (Nuclear Instruments and Methods 1957, Nuclear Materials 1959). Auf dem Gebiet der Logik und Mathematik wurde die Reihe Studies in Logic and the Foundations of Mathematics gegründet und 1949 veröffentlichten sie die Konferenzberichte des 10. Internationalen Kongresses für Philosophie in Amsterdam und 1954 des Internationalen Mathematikerkongresses in Amsterdam.
Der Erfolg der Physics Letters beruhte auch auf technischen Fortschritten in den 1960er Jahren (Einführung des Offset-Druckverfahrens in den 1950er Jahren, elektronische Schreibmaschinen mit verschiedenen Schrifttypen in den 1960ern und ab Anfang der 1970er Jahre Computersatz). Ende der 1950er Jahre waren für den Peer-Review-Prozess und den Austausch mit dem Drucker häufig noch Kohlepapier-Durchschläge in Gebrauch. Schon in den 1950er Jahren legte North Holland viel Wert auf die Qualität des Schriftsatzes (eines ihrer Mathematikbücher aus dieser Zeit war eines der Vorbilder für die TeX-Entwicklung von Donald Knuth). 1969 entstand eine selbständige Firma für die Schriftsatz-Aktivitäten.
1962 wurde E. van Tongeren von Excerpta Medica von Frank eingeladen, das medizinisch-biologische Verlagsprogramm auszubauen. Das Handbook of Clinical Neurology wurde herausgebracht und die Zeitschriften European Journal of Pharmacology (1967) und FEBS Letters (1968). Weitere Zeitschriften im Physik-Bereich (geleitet von Wimmers) waren in den 1960er Jahren Crystal Growth, Optics Communications, Surface Science.
Der größere Elsevier Verlag, der unter dem Kaufmann R. E. M. van den Brink eine weitblickende unternehmerische Leitung hatte und ebenfalls nach dem Krieg stark international expandierte, übernahm schließlich 1970 North Holland. Zunächst war dies eine Fusion, nach weiteren Aufkäufen (wie 1971 Excerpta Medica) durch die Elsevier Holding blieb aber am Ende der Firmenname Elsevier. North Holland wurde zu einem Imprint des Verlags. M. D. Frank ging 1972 bei Elsevier in den Ruhestand.